# Tom Kaulitz
Tom Kaulitz (n. 1 septembrie 1989, Leipzig, RDG) este fratele geamăn al lui Bill Kaulitz, chitaristul trupei Tokio Hotel. 

## Biografie
S-a născut pe data de 1 septembrie 1989 în Leipzig, Germania. După divorțul părinților, când gemenii aveau 7 ani, s-a mutat împreună cu mama și cu fratele său într-un sat apropiat de Magdeburg, Loitsche. Mama lui s-a recăsătorit cu un chitarist al unei trupe germane rock, Gordon Trumper și Tom devine interesat de chitară. În curând învață să cânte foarte bine și pune bazele unei noi trupe, numită Devilish, împreună cu Bill, alături de Gustav și Georg. Încă fără succes, concertau în mici cluburi din Magdeburg, până când Bill a participat la concursul "Star Search", remarcându-se astfel în fața unui important producător, Petter Hoffman, care le-a făcut rost de un contract cu casa de discuri Universal Music. Prin urmare se înființează trupa Tokio Hotel. 

## Viața personală
Tom are un stil total diferit față de ceilalți colegi ai săi, influențat de preferințele sale muzicale. Stilul său este unul urban, diferit de cel al fratelui său. Combină elemente rock, raggae (piercinguri și dread-uri) și hip-hop (haine largi, sneakerși și șepci XXL). 
Cei doi frați se deosebesc și în materie de preferențe muzicale, cu toate că și Tom este atras de trupe precum Aerosmith sau AC/DC. Tom este fan al muzicii hip-hop. Preferații lui sunt Sammy Deluxe și Bushido. Pasiunile sale sunt graffiti, fotbal, artele marțiale și baschetul, dar și chitara, la care repetă zilnic.